# Красноглинское шоссе
Красногли́нское шоссе́ — одна из основных транспортных магистралей Красноглинского района на севере Самары.

## История
Шоссе проложено в 1938 году для подготовки к строительству Жигулёвской ГЭС.
К чемпионату мира по футболу в 2018 году реконструирован участок Красноглинское шоссе от моста через Сок до пересечения с Волжским шоссе с 2 до 4-6 полос на разных участках. По предварительной оценке, реконструкция обойдется в 10,6 млрд рублей. Также к чемпионату 2018 года на доме по адресу Красноглинское шоссе, 1 появился мурал с изображением мексикского футболиста Мануэля Негрете. В продолжение спортивной темы во дворе дома появилась спортплощадка мини-футбола и хоккея.
Иногда это шоссе называют старой дорогой на аэропорт.

## Трассировка
Магистраль протяжённостью 16,5 км берёт начало от моста через реку Сок и заканчивается в посёлке Мехзавод развилкой с Московским шоссе. Шоссе проходит через посёлки: Мехзавод, Красный Пахарь, Управленческий, Красная Глинка.
Значительные участки шоссе проходят между лесных массивов.
Пересечения Красноглинского шоссе с крупными улицами Красноглинского района:
- Парижской Коммуны
- Симферопольская
- Ногина[7]
- Гайдара
- Волжское шоссе
- Сергея Лазо
- Московское шоссе

В 2020 году было завершено строительство дороги, соединяющие Красноглинское и Московское шоссе.

## Транспорт
- Автобусные маршруты — 1, 50, 51, 67, 68, 78, 79
- Маршрутные такси — 96, 97, 113, 232, 389, 392, 406, 410а, 447

## Здания и сооружения
Строения с адресом по Красноглинскому шоссе начинаются с посёлка Управленческий. Многоквартирные жилые дома начали строить здесь в 1960-х годах («хрущёвки»).

### Памятники и монументы
- Стела «Самара» на въезде в город неподалёку от п. 41 км
- Памятник «Счастливой семье»  на развилке с Южной улицей[10]

### Предприятия и организации
- ЗАО «Сокское карьероуправление»
- ООО «Горный холод»[11] — бывший «Холодильник № 2»[2]
- ООО «Стройсервис»[уточнить]
- ЗАО «Электрощит-ТМ Самара» (бывший «завод № 4»)[12]
- ООО «ПепсиКо Холдингс»
- Самарский научно-технический комплекс имени Н. Д. Кузнецова (бывший «почтовый ящик № 78»)
- Лыжная база «Чайка»
- Красноглинское шоссе, 29 — открыт детский сад в 1963 году, сейчас входит в МБОУ «Школа № 27» с углублённым изучением отдельных предметов
- Красноглинское шоссе, 21 — в 1969 году открыт ясли-сад № 344, сейчас здесь размещается Красноглинский районный суд.